# Herbert König (Regisseur)
Herbert König (* 1944 in Magdeburg; † 3. September 1999 in Düsseldorf) war ein deutscher Theaterregisseur und Bühnenbildner.

## Leben
König studierte im Fernstudium an der Theaterhochschule in Leipzig und arbeitete anschließend als Filmkritiker und Regieassistent. Sein Debüt als Regisseur gab er 1973 mit dem Stück Fräulein Julie in Magdeburg. Dann inszenierte er in Brandenburg (Havel), Greifswald, Zittau, Karl-Marx-Stadt und Berlin.
Die Kulturzensoren der DDR wurden schnell auf ihn aufmerksam, seine Inszenierungen galten als „verstiegen“ und „unrealistisch“. Es wurde unerwünscht, ihn zu engagieren. König musste selbst in der Provinz lange und oftmals vergeblich um eine Inszenierungsmöglichkeit kämpfen. Seine Inszenierung von Carlo Goldonis Der Impresario von Smyrna in Zittau erlebte immerhin zwei Vorstellungen, bevor sie abgesetzt wurde. Nach seiner Inszenierung von Lorcas Yerma am Brandenburger Theater warf man ihm „Biologismus“ und „konterrevolutionäre Ideen“ vor. Letzte Station vor seiner Ausreise in den Westen war das vorpommersche Anklam, wo damals Frank Castorf als Oberspielleiter arbeitete. Castorf ließ König das Lorca-Stück Bernarda Albas Haus inszenieren, das nach der Generalprobe jedoch gestrichen werden musste. 1983 wurde er ausgebürgert und mit seiner Familie abgeschoben. Hätte er weiter in der DDR-Provinz arbeiten können, so König später, wäre er sicher dort geblieben.
Im Westen gab König „den herben Typen von drüben“, so Der Spiegel. Er hasse es, wenn das Theater dem Fernsehen hinterherlaufe, äußerte er 1999. Die ganze „Funscheiße“ gehe ihm „mächtig auf die Ketten“. Seine Inszenierungen waren im Westen allerdings gleichermaßen umstritten wie im Osten.
König arbeitete in München, Essen, Basel, Bochum, Bremen, an der Berliner Schaubühne und wiederholt in Düsseldorf am Düsseldorfer Schauspielhaus. Unter der Intendanz von Volker Canaris inszenierte König dort Beckett, jenen Autor, „durch dessen Brille er schon in der DDR geblickt“ hatte und den er jetzt zu einer tragenden Säule seiner Arbeit machte. Krankheitsbedingt nahm König schließlich Abschied von Düsseldorf, inszenierte aber noch in Bochum und Bremen.
1996 meldete sich König auch im Osten des wiedervereinigten Deutschlands zurück: Er inszenierte in Leipzig Euripides’ Klassiker Die Bakchen. Seine letzte Regiearbeit war 1999 Warten auf Godot, ebenfalls in Leipzig. Ins Programmheft schrieb er: „Als junger Regisseur wollte ich die Welt, mindestens aber den Sozialismus verbessern. An Beckett scheiterte meine Veränderungswut.“
Er starb im Alter von 55 Jahren in Düsseldorf. „Das Pathos der Zeit war ihm fremd“, titelte die Berliner Zeitung in ihrem Nachruf.